# Вадим Ільков
Вадим Ільков — український оператор та режисер. Народився у Донецьку.

## Біографія
Закінчив Київський національний університет театру, кіно і телебачення імені Івана Карпенка-Карого у 2000 році. 2010 року Вадим став стипендіатом програми Gaude Polonia (Польща) у царині кінематографа.
Працював головним оператором у низці ігрових, документальних та анімаційних фільмів. Серед його найновіших проєктів як кінооператора — «Маріуполіс» режисера Мантаса Кведаравічюса (світова прем'єра відбулася на Берлінале 2016 року) та «Вулкан» Романа Бондарчука (світова прем'єра — Міжнародний кінофестиваль у Карлових Варах 2018 року).
Вадим — один з організаторів першого українського опенейр-фестивалю «Шешори» (згодом отримав назву «АртПоле»). Фестиваль проіснував 12 років, об'єднуючи різні види мистецтва й істотно змінивши український культурний ландшафт.
Режисерським дебютом Вадима Ількова став «Вальс Алчевськ». «Тато — мамин брат» — його перший повнометражний документальний фільм.